# اغتيال ويليام ماكينلي

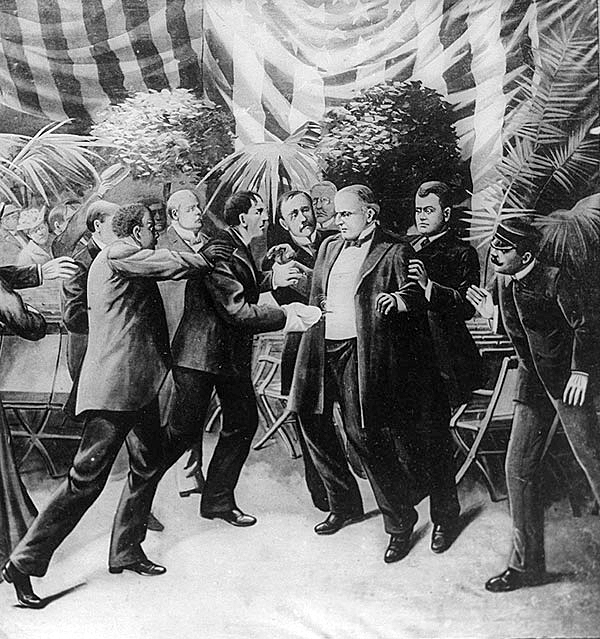
الفوضوي ليون يطلق النار على الرئيس ماكينلي وجهاً لوجه ، وهو يغطي المسدس بمنديل أبيض.

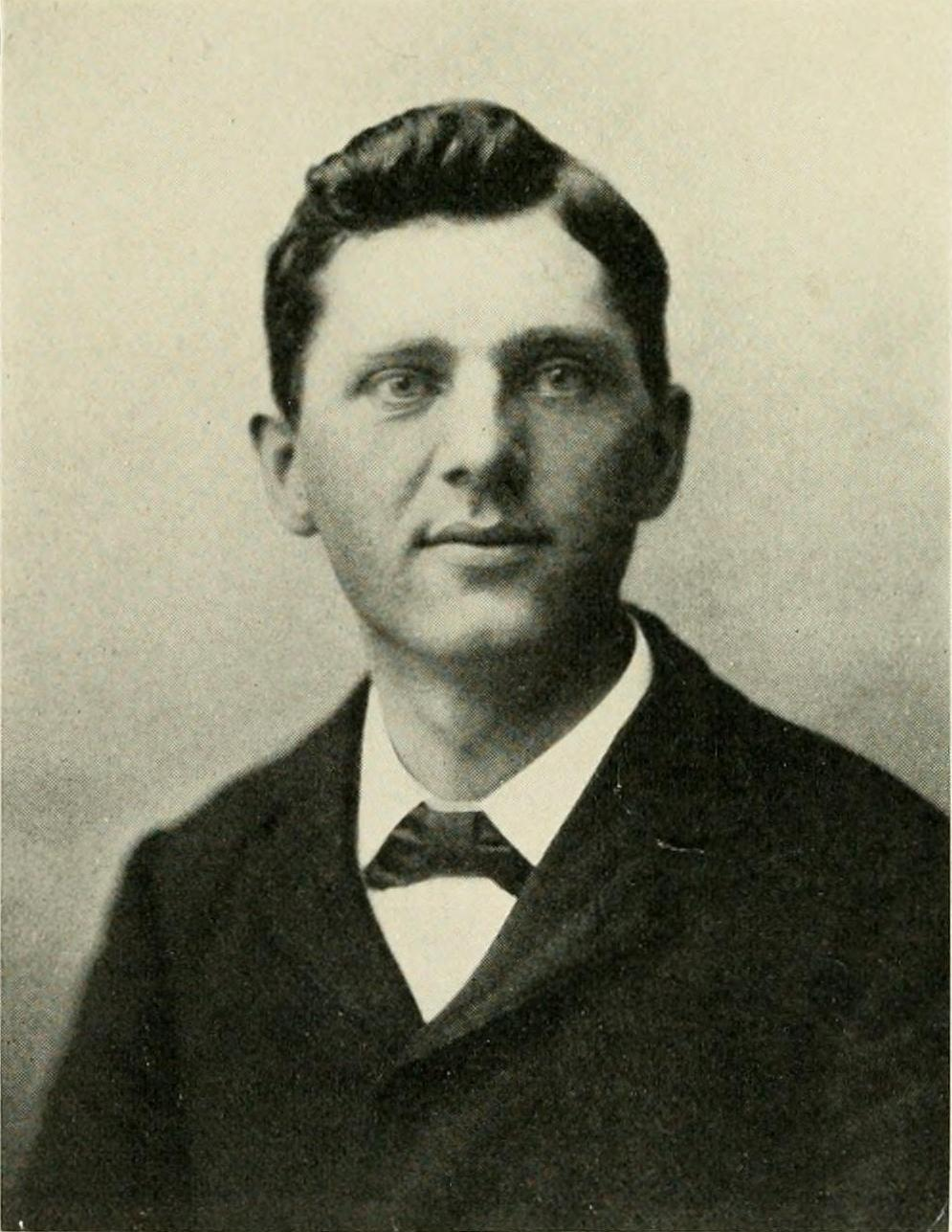
قاتل الرئيس ماكينلي الفوضوي ليون كولغوش.

أصُيب ويليام ماكينلي، الرئيس الخامس والعشرون للولايات المتحدة الأمريكية بطلق ناري وجروح بالغة في السادس من سبتمبر 1901، أثناء وجوده بقاعة معبد الموسيقى بمعرض أمريكا الشامل في بوفالو بنيويورك.
كان ماكينلي يحيي جمهوره عندما أطلق عليه الفوضوى ليون تشوجوز الرصاص، وتوفى الرئيس في الرابع عشر من سبتمبر نتيجة لغرغرينا إثر جروح طلقات الرصاص.
وانتُخب ماكينلي لحكم فترة رئاسية ثانية في عام 1900م. وكان يحب التعامل مع الجماهير لكنه كان مترددًا بشأن الأمن الذي يُوفر لمن في مثل منصبه.وخشى جورج بروس كورتيلو، السكرتير الخاص للرئيس، حدوث محاولة اغتيال أثناء زيارته لقاعة معبد الموسيقى، وقد حاول مرتين إلغاء هذه الزيارة من جدول أعمال الرئيس، لكن في كل مرة كان ماكينلي يعيد إضافتها إلى جدول أعماله.
فقد ليون كولغوش وظيفته أثناء الذعر الإقتصادى في عام 1893 وانضم للفوضوية، وهي فلسلفة سياسية التي قام أنصارها مؤخرا بقتل قادة أجانب.ورأى كولغوش أن باعتباره فوضوى فمن واجبه قتل ماكينلي حيث إنه رمز للقمع والاستبداد. لم يستطع كولغوش الاقتراب من ماكينلي أثناء الجزء الأول من زيارته الرئاسية، لذلك أطلق تشوجوز عليه عيارين ناريين عندما وصل ماكينلى إلى خط الإستقبال ليصافح كولغوش. إحدى هذه الرصاصات خدشت جلد ماكينلي والآخرى أصابت جوفه ولم يستطع أحدًا العثور عليها.
في البداية بدا أن ماكينلي يتعافى، لكن أخذت صحته في التدهور في 13 سبتمبر حيث تحولت جروحه إلى غرغرينة وتوفى في صباح اليوم التالى. وخلفه في الحكم نائبه ثيودر روسفلت. وعقب مصرع ماكينلي، الذي تسبب في الحكم على كولغوش بالإعدام بالكرسي الكهربائي، أصدر الكونغرس الأمريكي تشريعًا لإدانة الخدمة السرية رسميًا وتحميل مسئولية حماية الرئيس.

## خلفية تاريخية
في سبتمبر 1901، كان ماكينلي في ذروة قوته باعتباره رئيسًا.تم انتخابه عام 1896، أثناء الركود الاقتصادى الكبير الذي تسبب فيه ذعر العام 1893، وتمكن من الفوز على منافسه من الحزب الديمقراطى، ويليام جينينغز براين. قاد ماكينلي الأمة نحو طريق الرخاء والنصر في الحرب الأمريكية الإسبانية عام 1898، حيث استحوذ على بعض المستعمرات الأسبانية مثل بورتوريكو والفلبين. وانتُخب مرة آخرى بسهولة في سباق رئاسى آخر أمام منافسه بريان عام 1900، وكان الكاتب التاريخي إيرك راوشواى يرى أنه " يبدو أن حكومة ماكينلي ستستمر في سلام دون توقف لمدة أربع سنوات آخرى، فهى حكومة وضعت الرخاء هدفها الأول والأساسى.
توُفي جاريت هوبارت، النائب الأصلي لرئيس الجمهورية، عام 1899، وترك ماكينلي مهمة اختيار نائبًا جديدًا للمؤتمر الوطني للحزب الجمهوري لعام 1900. وقبل المؤتمر، رأى الزعيم السياسي للحزب الجمهوري، سيناتور توماس بلات فرصة لإقصاء ثيودور روزفلت، محافظ ولايته ومساعد وزير البحرية السابق من خلال ترشيحه لمنصب نائب الرئيس. ووافق روزفلت وتم انتخابه على نهج ماكينلي.
وُلد ليون كولغوش بديترويت، ميشيغان، عام 1873، وهو ابن لمهاجريين بولنديين. تنقلت عائلة كولغوش لمرات عديدة حيث إن والده«باول كولغوش» كان يبحث عن عمل في كافة أنحاء الغرب الأوسط. وعندما بلغ ليون سن الرشد، عمل بمصنع كليفلاند، لكنه في عام 1893 فقد وظيفته نتيجة لنزاع مع العمال.ولم يعمل بعد ذلك بوظيفة ثابتة وحضر اجتماعات سياسية ودينية محاولًا فهم أسباب الاضطراب الاقتصادي الذي نتج عن ذعر العام 1893].ونتيجة لذلك، أصبح مولعًا بالفوضوية. وبحلول عام 1901، بدأت الولايات المتحدة تستشعر القلق من هذه الحركة وقضت المحكمة الدستورية العليا بنيويورك أنه من يعلن أنه فوضوى يعتبر منتهكًا للسلم العام.وقام فوضويون باغتيال عدد من المسئولين وأعضاء البيت الملكى. وإتهامهم بتفجير هايماركت بشيكاغو عام 1886. وفي القرن التاسع عشر، اغُتيل الرئيسان الأمريكيان أبراهام لينكون عام 1865، وجيمس جارفيلد عام 1881. حيث كان قاتل لينكون، جون ويلكس بوث، ساخطًا بسبب هزيمة الكونفدرالية بالحرب الأهلية الأمريكية، وكان قاتل جارفيلد، تشارلز جاتو، شخصية غريبة الأطوار (من المحتمل مجنون) فكان دافعه وراء اغتيال جارفيلد هو أراءه الشخصية السياسية والدينية حيث لم يتمكن من الحصول على منصب داخل حكومة جارفيلد. رفض ماكينلي فكرة تعيين رجال أمن له، على الرغم من اغتيال رئيسين فهو لم يريد أن يضع حاجزًا بينه وبين شعبه. فكان جارفيلد يحب الذهاب إلى الكنيسة ومنطقة الأعمال التجارية بدون حماية من رجال الآمن عندما يكون في كانتون، أوهايو، مسقط رأسه، وفي واشنطن كان يقود سيارته مع زوجته بدون أي حراسة.

## زيارة رئاسية

### خطط وزيارات
ألقى ماكينلي خطابًا قصيرًا في حفل تنصيبه الثاني في الرابع من مارس 1901. واعتزم ماكينلي التفاوض بشأن اتفاقيات التبادل التجارى مع دول آخرى حيث أنه طالما أيد التعريفات الحمائية وكان من مؤيدى تعريفة دانجيلي، التي صدرت أثناء العام الأول من منصبه. وساعدت في ازدهار الدولة. وهذا من شأنه فتح الأسواق الخارجية للشركات المصِنعة الأمريكية التي سيطرت على الأسواق المحلية بفضل تلك التعريفات والذي سعى لتوسيعها. وأثناء الرحلة الطويلة التي تم التخطيط لها للشهور التالية لتنصيبه، كان ماكينلي ينوي إلقاء خطابين رئيسين لتشجيع هذه الخطة، التي بلغت ذروتها أثناء زيارته لبافلو للمعرض الشامل للبلاد الأمريكية في الثالث عشر من يوليو.
غادر ماكينلي وزوجته«ايدا» والحزب الرسمى واشنطن في التاسع والعشرين من إبريل في جولة حول البلاد بالقطار. وكان من المقرر انتهاء الجولة في بوفالو حيث سيلقى ماكينلي خطاب في «يوم الرئيس». استقبل استقبالًا حارًا في الغرب الأقصى الذي لم يشهد زيارة أي رئيس مسبقًا. وفي كاليفورنيا، مرضت السيدة الأولى للولايات المتحدة. ولبعض الوقت ظن بعضهم أنها على وشك الوفاة. تعافت في سان فرانسيسكو، لكن ألغى زوجها باقى الجولة وعادوا إلى واشنطن. وتم تأجيل المعرض إلى الخامس والعشرين من سبتمبر، بعدما قضى ماكينلي عدة أسابيع في واشنطن وشهرين في كانتون. قضى ماكينلي معظم وقته في منزله بأوهايو في العمل في الخطاب الذي كان سيلقيه في بوفالو وفي الإشراف على التجديدات التي يقوم بها بالمنزل. واعتزم البقاء في كانتون حتى شهر أكتوبر.
عاش كولغوش في مزرعة والديه بالقرب من كليفلاند منذ عام 1898 وعمل قليلًا حتى عانى من انهيار عصبي. ومن المعروف أنه حضر خطاب ل إيما جولدمان الفوضوية في مايو 1901 في كليفلاند. اقترب منها قبل الخطاب وطلب منها أن ترشح له كتب عن اللاسلطوية أو (الأناركيزم). كان لخطاب جولدمان، الذي لم تؤيد فيه العنف ولكنها أعربت عن تفهمها لهؤلاء الذين يميلون إليه، تأثيرًا قويًا على كولغوش حيث صرح فيما بعد أن كلماتها تروق له. ذهب ليقابلها بمنزلها في شيكاغو في يوليو بينما كانت تتأهب للذهاب في رحلة مع ابنتها إلى بافلو لزيارة المعرض، وذهب الفوضوين الأثنين معًا لمحطة القطار. وأعربت جولدمان عن قلقها لمتطرف آخرمن أن كولغوش (الذي كان يستخدم الاسم المستعار فريد نيمان) يتتبعها، ثم رحل بعد ذلك تقريبًا من شيكاغو. وقال وليام أرنتز، أحد العاملين بإحدى الحدائق بكانتون أنه رأى رأى رجلًا يشبه كولغوش في منتصف عام 1901، في الوقت الذي كان فيه الرئيس في منزله ويتردد على الحديقة احيانًا. كان الرجل يحمل مسدسين، وعندما ذكره أرنتز أنه ممنوع استخدام الأسلحة النارية خارج إطار المكان المخصص للرماية بالحديقة، أجابه باستخفاف فأستدعى أرنتز الشرطة ولكن كان الرجل قد اختفى تمامًا.
انتقل كولغوش لاحقًا صيفًا إلي بوفالو، على الرغم من عدم وضوح أسباب قيامه بذلك. ويتكهن المؤلف والكاتب الصحفي سكوت ميلر أنه من الممكن أن كولغوش اختار بوفالو ليقيم بها لكبر عدد سكانها البولنديين. استقر في ضاحية ويست سينيكا، وقضى معظم وقته في القراءة. ثم غادر كولغوش كليفلاند، وعلى الرغم من عدم التأكد مما فعله هناك، من الممكن أن يكون كولغوش قد ذهب لالتقاط بعض الأدب الفوضوي أو بحثًا عن المال. وعقب كليفلاند ذهب كولغوش إلي شيكاغو حيثما وجد بإحدى الجرائد أنه من المحتمل أن يقوم الرئيس مكينلي بزيارة بافلو. فعاد إلي بافلوا، لكننا ما زالنا غير واثقين مما سيفعله. ففي البداية، كان يسعى فقط للوصول إلى الرجل الذي يجسد الظلم بالنسبة له. وفي يوم الثلاثاءالثالث من سبتمبر، اتخذ وصرح كولغوش للشرطة فيما بعد قائلًا:
اجتاحت الفكرة قلبي، ولم يكن لي مفر منها. حتى لو كانت حياتي في خطر، ما كنت استطعت مقاومتها. كان هناك آلاف من الناس في المدينة يوم الثلاثاء. سمعت أنه كان يوم الرئيس.
يبدو أن جميع هؤلاء الناس كانوا ينحنون احترامًا لحاكمهم العظيم لذلك عزمت على قتل هذا الحاكم.
وفي الثالث من سبتمبر، ذهب كولغوش إلى متجر أدوات حديدية بوالبريدج بالشارع الرئيسي في بوفالو واشترى مسدس ايفرجونسون 32. لم يكن لديه خطة واضحة بعد لاغتيال الرئيس. وفي اليوم التالي، وصل ويليم وايدا ماكينلي إلى بافلوا بالقطار. وفور وصول الرئيس اطُلق المدفع تحية له فأحدث دويًا هائلًا بسبب قربه من القطار مما حطم العديد من نوافذ القطار مسببًا بذلك فزع السيدة الأولى للولايات المتحدة. ويعتقد كثيرون مِمَّن كانوا على المنصة أن هذا الانفجار ناتج عن قنبلة، صائحين:«فوضويون!» وأثناء نزول ويليام ماكينلي من القطار للاستقبال الرسمي، شق كولغوش طريقه إلى الأمام وسط الحشود ولكنه وجد حراسة مشددة على الرئيس لذلك كان من الصعب محاولة اغتياله.

### يوم بالمعرض ونزهة في شلالات نياجارا
كانت رحلة ماكينلي إلى بوفالو جزء من خطة للتغيب عن كانتون لمدة عشرة أيام، التي بدأت منذ الرابع من سبتمبر 1901 والتي تشمل زيارة أحد مخيمات جيش الجمهورية الأعظم بكليفلاند حيث كان ماكينلي عضوًا بالإتحاد الفيتراني (جندي بالجيش أثناء الحرب). وبقيت عائلة ماكينلي في بافلوا بمنزل ميلبورن، المنزل الكبير لرئيس المعرض جون جي ميلبورن. وفي يوم السبت الموافق السابع من سبتمبر، كان من المقرر أن يقوموا بالسفر إلى كليفلاند والبقاء في منزل ميرون هيرك، رجل الأعمال والحاكم المستقبلي لولاية أوهايو وهو صديق للرئيس. ثم أن يقيموا مع مارك حنا، صديق ماكينلي المقرب ومستشاره وهو عضو بمجلس الشيوخ بأوهايو. ولدى وصول ماكينلي بوفالو، كان الحزب الرئاسي في طريقه من ساحة المعرض إلى منزل ميلبورن، وتوقف للحظة في جسر تريومفال بالمعرض لذلك تمكن الزوار من النظر إلى المعالم السياحية في المعرض.
عندما كان ماكينلي في بوفالو، كان عليه أن يحضر حدثين مهمين في يومين مختلفين: ففي يوم الخميس الموافق الخامس من سبتمبر، كان من المقرر أن يلقي كلمة ثم يقوم بجولة في المعرض. وفي اليوم التالي، كان من المقرر أن يقوم بزيارة شلالات نياجارا وأثناء عودته إلى بوفالو سيلتقي بالجمهور بمعبد الموسيقى في أرض المعارض. وأحد أسباب تردد ماكينلي المتكرر على المعرض هو رفع أسعار إيصالات البوابة حيث إنه تم الإعلان بشكل كبير عن زيارة الرئيس المحبوب وسط شعبه. ولم يلقِ استقبال الجمهور للرئيس في معبد الموسيقى استحسان سكرتيره الخاص، جورج بي كورتليو، المسئول عن آمن الرئيس والذي حاول مرتين إلغاء هذه الزيارة من برنامج سيادته ولكن في كل مرة كان مكينلي يعيدها في برنامجه؛ فكان يرغب في تدعيم المعرض (كان من مؤيدي فكرة تعاون نصف الكرة الغربي)، وكان يستمتع بمقابلة الجمهور ولم يخشَ محاولة اغتياله. وعندما طلب كورتليو من مكينلي للمرة الأخيرة إلغاء هذا الحدث من برنامجه، أجابه الرئيس: "ولما يجب علي؟ فلا أحد سيرغب في إيذائي. وحيث إن سيادته لن يكون لديه الوقت الكافي لمصافحة جميع الواقفين في استقباله، حذره كورتيلو من أن يصاب بعضهم بالإحباط. فأجابه ماكينلي: "حسنًا، ولكنهم سيدركون أنني حاولت على أية حال. فعندما وجد كورتيلو أنه لا محالة من إقناع الرئيس بتغير برنامجه، أرسل برقية إلى السلطات ببوفالو طالبًا منهم زيادة الأحتياطات الأمنية.
وفي صباح يوم الخميس الموافق الخامس من سبتمبر، فتُحت أبواب المعرض في تمام الساعة السادسة صباحًا استعدادًا لأستقبال الحشود التي تسعى إلى الدخول مبكرًا لتجد أماكن جيدة لتشاهد من خلالها خطاب الرئيس. وكانت المتنزه، المكان الواسع القريب من جسر النصر الذي سيلقي فيه الرئيس كلمته، ممتلئة بزوار المعرض حيث تدفقت الحشود إلى المحكمة القريبة من النوافير. ومن بين 116,000 زائر للمعرض ذلك اليوم، يُزعم أن 50,000 زائر قد حضر خطاب ماكينلي. وكان الطريق بين منزل ميلبورن والمكان الذي سيُلقى فيه الخطاب مكدس بالمشاهدين. وكان تقدم مكينلي بالحافلة مع زوجته وهم في طريقهما إلى المعرض مصحوبًا بهتافات عالية. وصعد إلى المنصة التي تطل على المتنزه وعقب إلقاء ميلبورن مقدمة موجزة، بدأ سيادته الخطاب.

في نهاية الخطاب، حث ماكينلي على ضرورة وضع نهاية للانعزالية الأمريكية. فأقترح بعض التدابير التجارية التي من شأنها فتح أسواق جديدة أمام مصنعين الولايات المتحدة الأمريكية. 

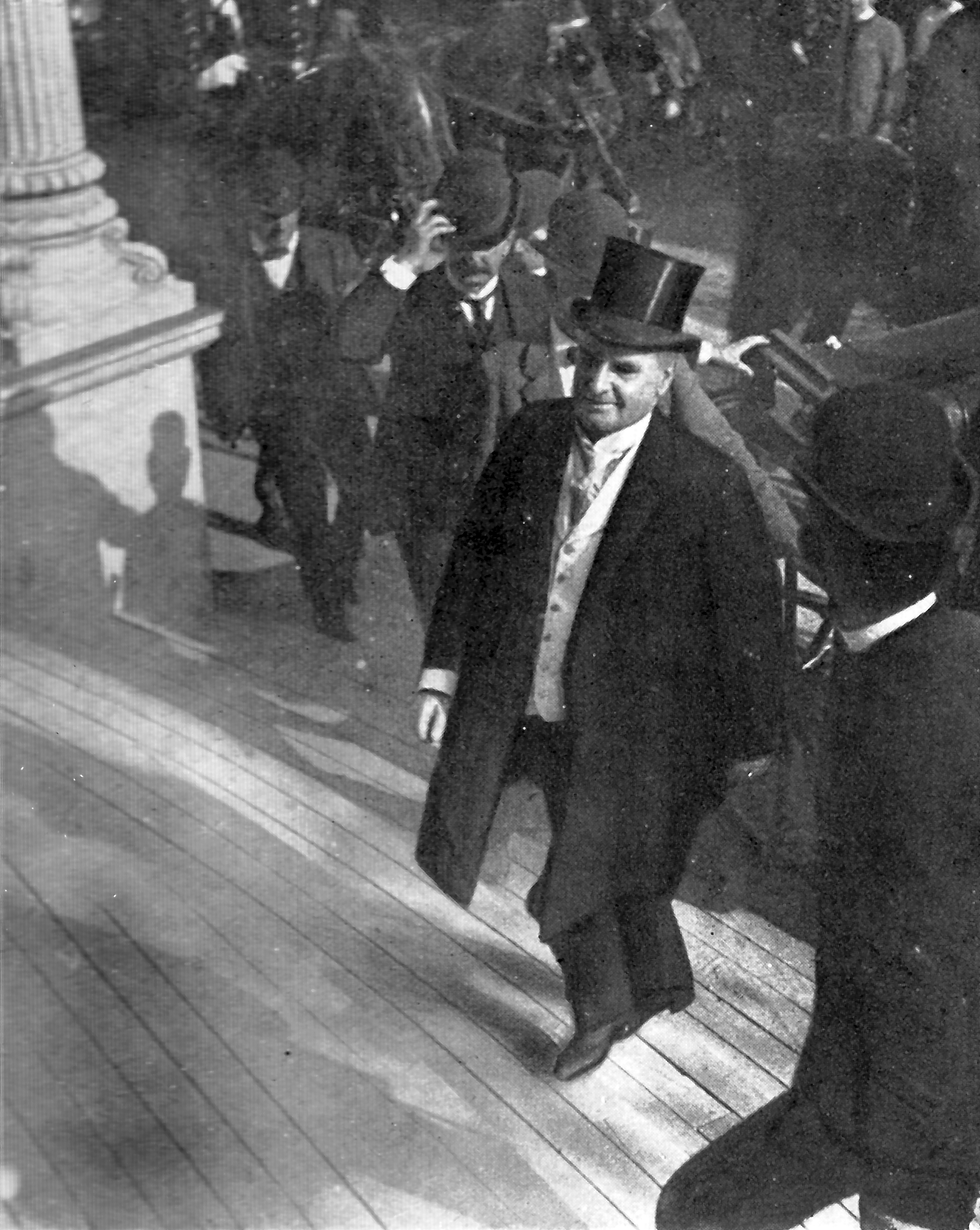
لحظة وصول ماكينلي إلى معبد الموسيقى قبل إطلاق الرصاص عليه بدقائق. وهذه هي آخر صورة فوتوغرافية نعرفها له.فقال

«لقد مضى زمان الحصرية.» والتوسع في تجارتنا والتبادل التجاري غدا مشكلة مُلحة. والحروب التجارية غير مربحة. وعند ختامه للخطاب، قابلته الجماهير بعاصفة من التصفيق. واصطحب الرئيس إيدا ماكينلي للحافلة حيث كان من المقرر أن تعود إلى منزل ميلبورن أثناء تواجده لمشاهدة معالم المعرض. وقام ماكينلي بجولة للمجمعات الرياضية لدول نصف الكرة الغربي جاذبًا له الجماهير العريضة والتصفيق أينما ذهب. وقد رأس مأدبة غداء بمبنى ولاية امباير ستيت وحضر حفلة استقبال بمبنى الحكومة التي يسُمح فيها الدخول من خلال بطاقات الدعوة فقط. وعلى الرغم من خضوعه لحراسة مشددة من قبل قوات الشرطة ورجال الأمن، كان لا يزال يحاول التفاعل مع جمهوره؛ فكان يشجع هؤلاء الذين يحاولون الوصول إليه عن طريق الانتباه لهم والنزول على رغبة مجموعة من باعة الفشار. وتوقف ماكينلي لتناول القهوة بمبنى بورتو ريكان قبل عودته إلى منزل ميلبورن في ساعة متأخرة بعد الظهر، على الرغم من عدم وجود ذلك في برنامجه. وعلى الرغم من تحذير كورتيلو للمنظمين بأنه من المحتمل عدم حضور إيدا ماكينلي لضعف حالتها الصحية، حضرت إيدا مأدبة الغداء التي أقامها مجلس المعرض للسيدات المدراء على شرفها، وعاد الرئيس وزوجته، بعد العشاء، إلى ساحة المعرض، وتوقفوا عند جسر تريومفال ليشاهدوا المعرض وهو يضاء بالأنوار الكهربية بينما يحل الظلام. وذهبوا بالقارب إلى محطة النجاة لمشاهدة الألعاب النارية من هناك قبل عودتهم إلى منزل ميلبورن.
وقبل وصول ماكينلي، كان كولغوش واضع المسدس في جيبه وقد وصل مبكرًا إلى المعرض ووقف بالقرب من المنصة. وفكر في إطلاق النار على الرئيس أثناء إلقائه الخطاب، لكنه خشى ألا يكون دقيقًا في إصابته للهدف لأنه كان يتزاحم مع الجماهير. عندما ختم ماكينلي خطابه واختفى وراء رجال حراسته، كان كولغوش لم يأخذ القرار بعد. ومع ذلك حاول أن يتتبع ماكينلي عندما بدأ جولته في المعرض ولكنه كان محاط بالضباط. وجد كولغوش أنه لا يوجد فرصة آخرى تسنح له بالاقتراب من الرئيس ذلك اليوم، فعاد إلى غرفته التي استأجرها في بار بقيمة إثنين دولار.
وفي صباح يوم الجمعة الموافق السادس من سبتمبر 1901، ارتدى ماكينلي زيًا رسميًا كالمعتاد ثم غادر منزل ميلبورن ليقوم بنزهة بالحي. ابتعد الرئيس تقريبًا عن الحراس، وعندما لاحظت الشرطة وقوات الأمن ذلك أسرعوا للإلحاق به. استيقظ كولغوش مبكرًا ليحضر صف الاستقبال الشعبي في معبد الموسيقى. وصل إلى المعرض في تمام الساعة الثامنة والنصف صباحًا ليرى الرئيس وهو يمر بالحافلة وهو في طريقه إلى محطة القطار لزيارة شلالات نياجارا. سافرت عائلة ماكينلي بالقطار إلى لويستون وهناك أخذوا العربات ليروا مضيق نياجارا. وعندما وصل الحزب إلى بلدية شلالات نياجارا، أخذوا الحافلات ليشاهدوا المعالم السياحية. ومر الحزب عبر جسر هاني مون المُطل على الشلالات، على الرغم من حرص ماكينلي على عدم دخوله كندا لأسباب بروتوكولية.كان يومًا حارًا وشعرت إيدا ماكينلي ببعض التعب بسبب ارتفاع درجة الحرارة عندما كانت في طريقها إلى الفندق الدولي في انتظار زوجها الذي أخذ جولة بجزيرة جوت آيلاند قبل تناوله الغداء مع زوجته. وعقب تناول ماكينلي سيجارة في الشرفة، ذهب هو وزوجته إلى القطار الذي كان في انتظارهما في مكان قريب،
وكانت زوجته جالسة هناك قبل القيام بجولة في محطة توليد الطاقة الكهرومائية في شلالات نياجارا. وبعد ذلك، عاد القطار إلى بوفالو ليحضر ماكينلي حفل الاستقبال هناك بمعبد الموسيقى. وكانت إيدا ماكينلي تعتزم مرافقة زوجها إلى قاعة الاحتفالات ولكنها قررت البقاء في منزل ميلبورن لتأخذ قسطًا من الراحة لأنها لم تكن قد تعافت بشكل كامل بعد. وعندما أصبح الوقت المخصص للاستقبال عشر دقائق فقط، لم يتوقع الرئيس أن يبعد عن زوجته لفترة طويلة وفي الساعة الثالثة والنصف، توقف ماكينلي لتناول بعض المشروبات بمبنى ميشن قبل استئنافه إلى معبد الموسيقى.

## إطلاق النار ووفاة ماكينلي

### في معبد الموسيقى
عندما سنحت الفرصة لمنظمي المعرض لعمل استقبال شعبي للرئيس ماكينلي، اختاروا معبد الموسيقى مقرًا لهذا الاستقبال. ورأى لويس ال بابكوك، قائد الموكب للمعرض، أن هذا المبنى

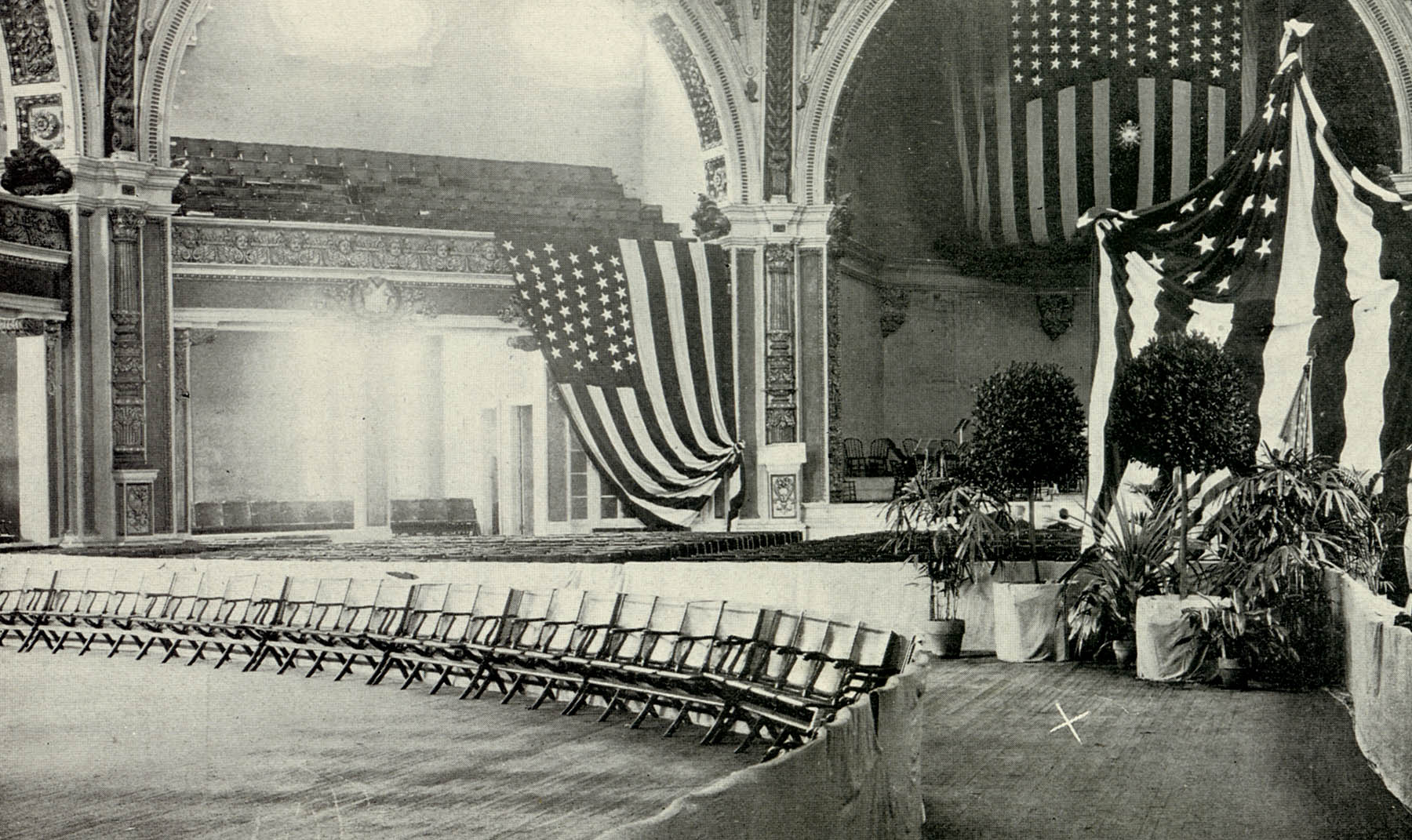
مكان إطلاق الرصاص داخل معبد الموسيقى والمنطقة الموضوع عليها علامة إكس بالقرب من الزاوية اليمنى من الأسفل هي المكان الذي أصُيب فيه ماكينلي.

مناسبًا جدًا لهذا الغرض حيث كانت قاعة الاحتفالات الكبيرة بالقرب من المتنزه، وكانت وسط المعرض وبها مدخل في كل جانب من الجوانب الأربعة للقاعة. وبالإضافة إلى وجود العديد من صفوف المقاعد بالصالة، كانت صالات العرض واسعة وفسيحة. وقضى بابكوك صباح يوم السادس من سبتمبر في تجهيزالترتيبات المادية للاستقبال؛ اُزيلت المقاعد لعمل ممر واسع يبدأ من البوبات الموجودة بالجهة الشرقية التي سيقف بها الجمهور وممتدة إلى المكان الذي سيقف فيه ماكينلي لإلقاء خطابه. وبمجرد أن يبدأ بعض الجماهير بمصافحة ماكينلي، ستستمر الجماهير في الخروج من المبنى. كان العلم الأميريكي منصوب خلف ماكينلي، وذلك لستره من الخلف وأيضا كنوع من الزينة _ كما وضُعت أصص النبات حول مكان وقوف الرئيس لخلق مشهد جذاب. فإلى جانب فوائد هذا المبنى واستخدامه في أغراض آخرى، فيعتبر هذا المبنى المزخرف أحد المعالم المعمارية للمعرض.

اتُخذت ترتيبات هائلة لتأمين الرئيس؛ تمركز أمن المعرض على البوابات وقام رجال المباحث من شرطة بافلوا بحراسة الممر. وبالإضافة إلى وجود جورج فوستر، مخبر ماكينلي السري، تم تعيين مخبريين آخريين على الرئيس أثناء رحلته إلى بافلوا استجابًة لمخاوف كورتيلو الأمنية. وما أثار غضب بابكوك مُزحة قيلت، أثناء تناولهم الغداء بأحد مطاعم المعرض، بإنه من المحتمل إطلاق النار على الرئيس أثناء الاستقبال. وكان بابكوك قد نظم عشرات من رجال المدفعية لحضور الاستقبال بزي رسمي موحد بغرض استخدامهم كنوع من الزينة فقط، لكنه غير خططته وقرر إعطائهم أوامر بإيقاف أي شخص يشتبهون فيه يحاول الاقتراب من الرئيس. ولأن هؤلاء الرجال غير مدربين على مهام الشرطة، تسببوا في ازدحام المكان أمام الرئيس وعرقلة الرؤية رجال المباحث والمخابرات السرية. وفي مثل هذه المناسبات، كان فوستر يقف عادةً في الجهة اليسرى للرئيس ومن خلفه، ولكن ميلبورن كان يريد أن يقف في الجهة اليسرى لماكينلي ليقدم له ما يعرفه من الحضورفي صف الاستقبال وأن يقف فوستر ومخبر آخر في الجانب الأخر المضاد لماكينلي.

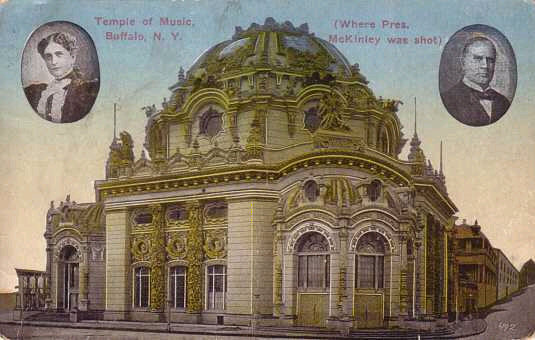
معبد الموسيقى كما هو مرسوم على بطاقة بريدية ولكن تم إزالة صورته من البطاقة عقب غلق المعرض مثلما أزُيلت صور العديد من المباني المعمارية للمعرض.

وخلال فترة ما بعد الظهر، ازدحمت القاعة خلف الممر المغلق عن آخرها بالحشود، وايضًا صالات العرض راغبون في رؤية الرئيس حتى لو لم يتمكنوا من مصافحته أو إلقاء التحية له. وصل ماكينلي في ميعاده المحدد، ونظر إلى التجهيزات وسار حتى أصبح ميلبورن واقفًا من الجهة اليسرى له وكورتيلو على الجهة اليمنى. وبمجرد أن أمر ماكينلي بفتح الأبواب للسماح لهؤلاء النتظرون بالدخول، بدأ الأرغن ذو الأنابيب في عزف النشيد الوطني للولايات المتحدة الأمريكية «شعار النجم اللامع.» سمحت الشرطة لهم بالدخول، واستعد ماكينلي للقيام بالدور المفضل له في العمل. ولكونه سياسي محنك، كان ماكينلي بإمكانه مصافحة خمسون شخصًا في الدقيقة، مقبضًا على أيديهم أولًا ليتمكن من مصافحة باقي الحضور خلفه ولمنع تعرض أصابعه للضغط. نظر كورتيلو بقلق في ساعته، وفي منتصف العشر دقائق المخصصة لذلك، أشار ‘لى بابكوك ليغلق الأبواب عندما رفع سكرتير الرئيس يده. فعندما وجد بابكوك أن كورتيلو ينظر في ساعته، اتجه ناحية الأبواب. وبمجرد بدأ حفل الاستقبال، قام عازف الأرغن بعزف بعض أعمال الموسيقار باخ. وقاطع موكب المواطنين الذين يصافحون رئيسهم التنفيذي الطفلة ميرتل ليدجر البالغة من العمر إثنى عشر عامًا من سبرنج بروك بنيويورك، التي كانت في صحبة والدتها عندما طلبت من الرئيس أن يعطيها زهرة القرنفل الحمراء التي يضعها دائمًا في جيب سترته، فأعطاها لها واستئنف عمله بدون العلامة التجارية التي تجلب الحظ له. ونظر رجال المخابرات بارتياب إلى رجل أسمر طويل القامة كان يبدو عليه القلق بينما كان يسير ناحية الرئيس، لكنهم تنفسوا الصعداء عندما صافح ماكينلي بدون أي حادثة وسار ناحية باب الخروج. وكان عادة على كل من يقترب من الرئيس أن يفتح يده وليس بالضرورة أن تكون فارغة، فدرجة الحرارة في هذا اليوم كان مرتفعة وربما ذلك ما جعل الكثيرون يمسكون مناديل ليمسحوا عرقهم. والرجل الذي خَلَفَ الرجل الأسمر كانت يده ملفوفة كما لو أنه مصاب. فعندما لاحظ ماكينلي ذلك، صافح يده اليسرى وفي الساعة الرابعة وسبع دقائق، عندما صافح بعضهما البعض، أطلق كولغوش النار على ماكينلي مرتين في بطنه باستخدام مسدس ايفرجونسون 32، الذي كان قد أخفاه أسفل منديله.
وبينما كان المتفرجون يحدقون في رعب فيما يحدث ويترنح ماكينلي إلى الأمام، استعد كولغوش لإطلاق النار للمرة الثالثة عليه، ولكنه لم يتمكن من ذلك عندما قام الأميريكي جامس باركر، الذي ليه أصل أسباني وأفريقي، بالإسراع ناحية القاتل واصلًا إلى المسدس. مباشرة بعدما ضرب باركر كولغوش، انهال عليه المحقق جون كيري من مدينة بافلو وأحد رجال المدفعية، فرانسيس أوبريان، بالضرب ايضًا. واختفى كولغوش أسفل مجموعة من الرجال وتلقى من بعضهم لكمات بأعقاب بنادقهم. وسمعوه قال: لقد قُمت بواجبي. ترنح ماكينلي إلى الخلف والجهة اليمنى لكنه لم يسقط على الأرض لإمساك كورتيلو وميلبورن والمحقق جيري به حتى وصل إلى المقعد وسقط عليه. حاول الرئيسس إقناع كورتيلو أن الإصابة ليس خطيرة لكن الدم كان يتدفق كلما حاول الكشف عن جرحه. عندما وجد ماكينلي رجاله يضربون كولغوش بالكمات أمرهم أن يتوقفوا عن ذلك. وقام المحقق فوستر بتفتيشه ثم سحله على الأرض. وعندما كان فوستر يقوم بتفتيشه، استمر كولغوش في استدارة رأسه ليتمكن من رؤية الرئيس، فضربه فوستر بلكمة أسقطته أرضًا.
وبعدما توقفوا عن ضرب كولغوش كما أمرهم، كان اهتمامه التالي هو زوجته محاولًا حث كورتيلو أن يأخذ حذره وينتبه إلى الطريقة التي سيخبرها بها أنه أطُلق عليه رصاص. وكان الفزع ومحاولة الفرار من القاعة هما رد الفعل الأول للحشود، لكن تم إخفاق هذه المحاولة بسبب هؤلاء الذين اندفعوا إلى الداخل ليشاهدوا ما حدث. تم نقل ماكينلي على نقالة سيارة الأسعاف التي تعمل بالطاقة الكهربائية، وكان هناك صوت أنين الحشود المتجمعة عندما رأوا وجه الرئيس الشاحب. ركب فوستر معه واتجهوا إلى مستشفى المعرض وفي طريقهم إلى هناك، تحسس ماكينلي ملابسه وأخرج قطعة معدنية قائلًا "اعتقد أنها رصاصة. أصُيب ماكينلي بعيارين ناريين؛ الرصاصة الأولى اصطدمت بالزر وتسببت في خدشه، والآخرى اخترقت بطنه.

### العملية الجراحية

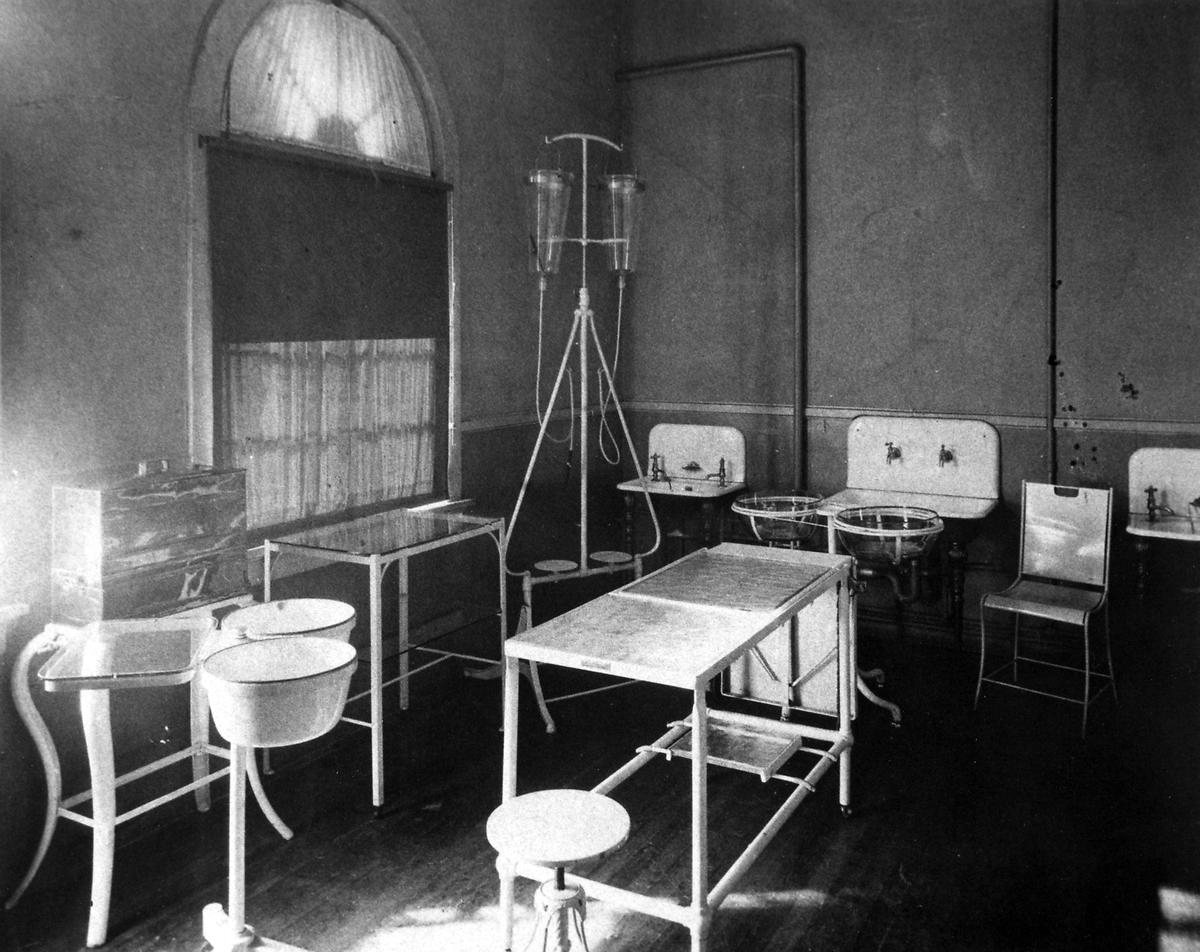
غرفة العمليات بمستشفى المعرض

وصلت سيارة الإسعاف التي ستنقل ماكينلي إلى مستشفى المعرض في الساعة الاربعة واثنين وعشرين دقيقة. وعلى الرغم من تعامل المستشفى مع الإصابات الطبية الطفيفة لزوار المعرض، كانت بها غرفة للعمليات. وفي وقت إصابه الرئيس، لم يكن بالمستشفى سوى الممرضات والأطباء المتدربين، ولم يكن هناك أي طبيب مؤهل. وكان الدكتور روزويل بارك، أفضل جراح بالمدينة ومدير الأطباء بمستشفى المعرض، في زيارة إلى شلالات نياجار للقيام بعملية جراحية دقيقة في الرقبة. عندما قاطعوه أثناء إجراء العملية في السادس من سبتمبر، أجاب أنه لا يمكنه المغادرة حتى لو من أجل رئيس الولايات المتحدة نفسه. ثم أبلغوه بخبر إطلاق الرصاص على الرئيس. وعقب مرور أسبوعين، أنقذ بارك حياة امرأة تعاني من إصابات مماثلة تقريبًا للإصابات التي يعاني منها ماكينلي. وكان أول طبيب يصل المستشفى هو هيرمان مينتر، وكان قد التقى بالرئيس في اليوم السابق للحادثة، وقال له ماكينلي مازحًا، الذي يمتلك ذاكرة جيدة للوجوه، أنه عندما قابل مينتر لم يكن يتوقع أنه سيحتاج إلى خدماته المهنية. وبينما كان على طاولة العمليات، تحدث عن كولغوش قائلًا: هذا المسكين لا يعرف ما يفعله، ولا يستطيع أن يعرف. عندما وجدوا أن بارك لن يأتي وأن ضوء النهار بدأ في التلاشي، وهو مصدر الضوء الرئيسي بغرفة العمليات، عندما وصل الجراح الدكتور ماثيو دي مان، قرروا أن يقم بإجراء العملية في الحال محاولًا إزالة الرصاصة المتبقية. قام مينتر بحقن ماكينلي بحقنة مورفين وستريكنين لتخفيف ألمه وأعطى مان، الطبيب النسائي المرموق الذي ليس لديه أية خبرة عن جروح البطن، جرعة من الإيثر لتخدير ماكينلي لأنه كان يتألم ويتمتم بالصلاة الربيّة.
ولمئات السنين، كانت الجروح الناتجة عن الأعيرة النارية بالبطن مميتة سواء بسبب الغرغرينا أو أي عدوى آخرى في الوقت الذي كان كل ما في وسع الأطباء هو القيام بأشياء طفيفة إلى جانب تخفيف الألم. وقبل سبعة عشر عامًا فقط، كان دكتور إميل كوشتر، الجراح السويسري، هو أول جراح ينجح في إجراء عملية لحالة تعاني من الإصابة نفسها. وفي محاولة لزيادة الإضاءة، حاول طبيب آخر أن يعكس ضوء الشمس على الإصابة، وبنهاية العملية الجراحية، كانت الغرفة مضيئة بشكل جيد. كانت المستشفى تفتقر بعض المعدات الجراحية الأساسية مثل المبعاد الطبي. ومع ضعف حالة ماكينلي، لم يتمكن مان من الفحص بشكل دقيق ليجد الرصاصة؛ والذي زاد الأمور تعقيدًا هو أن الرئيس كان يعاني من السمنة المفرطة. وقام الجراح بعمل شق في بطن الرئيس، ووجد قطعة قماش مغروسة بجسده فقام بإزالتها. استخدم يده وأصابعه في الفحص ووجد تَلَف بالجهاز الهضمي وجرح في مدخل ومخرج المعدة. خَيَّطَ مان هاذين الثقبين، لكنه لم يعثر على الرصاصة نفسها؛ وقال إنها استقرت بعضلات ظهر الرئيس. وكتب بعد ذلك قائلًا: بمجرد أن تتوقف الرصاصة عن الحركة، يصبح ضررها أقل. وكان بالمعرض جهاز بدائي لأشعة إكس، لكنهم لم يستخدموه على ماكينلي، وصرح مان فيما بعد أن استخدامه من الممكن أن يزعج المريض وفوائده ليس كثيرة. واستخدم خيط حريري أسود اللون لتَخْيِيطُ الشق والجرح بدون رشح وغطى الجرح بضمادة. وبمجرد انتهاء العملية الجراحية، كان دكتور بارك قد عاد من شلالات نياجارا؛ ولم يكن يرغب في التدخل وفي الساعة الخامسة وعشرين دقيقة أعطوا ماكينلي حقنة مسكنة للألم وتمت افاقته من العملية. ثم نقلوه إلى منزل ميلبورن بسيارة الإسعاف الكهربائية. ولم تكن السيدة الأولى للولايات المتحدة قد علمت بخبر إطلاق الرصاص على الرئيس، وبمجرد أن تمت العملية الجراحية، أبلغها بلطف طبيب الرئيس بريسلي ماريون ريكسي ما حدث. وتلقت إيدا ماكينلي الخبر بهدوء؛ وكتبت في مذكراتها اليومية «عندما ذهب إلى شلالات نياجارا هذا الصباح، وتم استقبال عزيزي في قاعة عامة أثناء عودتنا، أطلق... عليه الرصاص.» ويقترح ليتش أن السيدة الأولى، لم تتمكن من كتابة كلمة «فوضوي» أثناء كتابتها السيرة الذاتية للرئيس.

### تعافي ظاهري وموت حتمي

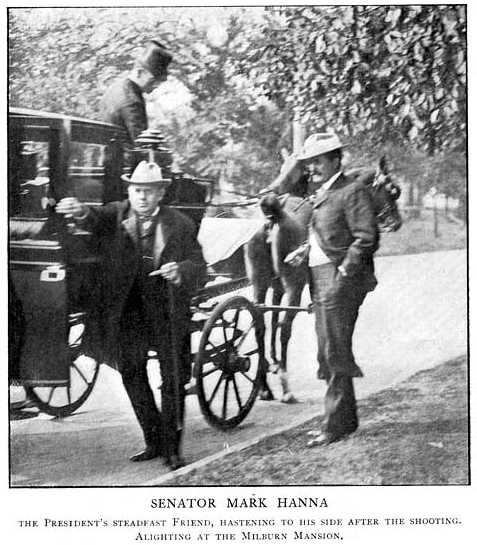
من اليسار، السناتور مارك حنا لحظة وصوله منزل ميلبورن عقب إطلاق الرصاص، وهو صديق للرئيس ماكينلي.

وبعد دقائق من إطلاق الرصاص، انتشر الخبر حول العالم عن طريق أسلاك التلغراف في الوقت الذي كانت فيه طباعة الصحف في الولايات المتحدة تستغرق وقتًا طويلًا. وفي فترة ما قبل
الراديو، كان الآلاف بالمدن يقفون في جميع أنحاء البلاد أمام مكاتب الصحف في انتظار نشرة الأخبار الآخيرة من بوفالو. خففت التصريحات المطمئنة التي أدلى بها كورتيليو، بناءً على معلومات الأطباء، من وطأة مخاوف عدم تمكن ماكينلي من النجاة يوم تعرضه لإطلاق النار. واجتمع عدد كبير من الجماهير الغاضبة أمام أقسام شرطة بوفالو التي يتم فيها التحقيق مع كولغوش. وأدى تصريح كولغوش بكونه فوضوي إلى الهجوم على هؤلاء الذين ينتمون إلى الفكرة نفسها: ويقُال إنه تم إعدام أحد الفوضويين بدون محاكمة في بيتسبرغ.
وفي منزل ميلبورن، بدأت علامات التعافي تظهر على ماكينلي. وفي يوم السبت الموافق السابع من سبتمبر، كان ماكينلي يشعر بالراحة وتمكن من التحدث. وسمُح لزوجته وكورتيلو برؤيته؛ وسأل الرئيس سكرتيره قائلًا «إلى أي مدى أعجبهم الخطاب؟.» وكان مسرورًا لسماعه ردود الفعل الإيجابية. وفي الوقت نفسه أسرع نائب الرئيس روزفلت (الذي كان بعطلة في ولاية فيرمونت) والعديد من أعضاء مجلس الوزراء والسناتور حنا إلى بوفالو. واستمر كورتيلو في إذاعة نشرات إخبارية مطمئنة. وكان يتم السماح لعدد قليل فقط لزيارة الرئيس لذلك كان يشكو من شعوره بالوحدة. وبمجرد أن شعروا أن الأزمة قد انتهت، بدأت كبار الشخصيات في المغادرة في التاسع من سبتمبر، عندما تأكدوا من تعافي الرئيس. وغادر روزفلت بوفالو ليقضي عطلة بجبال آديرونداك عقب إعرابه عن غضبه من احتمالية قضاء كولغوش سنوات قليلة فقط بالسجن بموجب قانون الشروع في القتل بولاية نيويورك حيث كان في ذلك الوقت أقصى عقوبة للشروع بالقتل هي عشر سنوات فقط. سافر فيلاندر نوكس، نائب عام الولايات المتحدة إلى واشنطن، محاولًا إيجاد وسيلة ليجعل كولغوش يقع تحت طائلة القانون الفيدرالي. وكان وزير الخارجية جون هاي ذا صلة وثيقة باغتيال رئيسيين: فكان سكرتير لينكولن، وصديق مقرب لجاميس جارفيلد. وصل في العاشر من سبتمبر وقابله بابكوك بالمحطة وأبلغه بخبر تعافي الرئيس لكن هاي قال له أن الرئيس سيموت.
وقال كاتب السيرة الذاتية لماكينلي هـ.واين مورغان عن اليوم التالي لإطلاق الرصاص على الرئيس:
حالته الصحية العامة المليئة بالحماس ستساعده على التغلب على المرض. والأطباء متفائلون وواثقون من شفائة... من الصعب فهم نظرة الابتهاج والفرح التي ينظرون بها إلى مريضهم. فهو يبلغ من العمر ستين عامًا، وذو وزن زائد، وجرحه غير منُظف أو مفحوص بشكل تام. والاحتياطات المتخذة لمكافحة أي عدوى، والتي كانت أمرًا صعبًا باعتراف الجميع عام 1901، يتم التعامل معها بإهمال.
وجاء على لسان مارجريت ليتش، كاتب السيرة الذاتية لماكينلي أن التعافي الظاهري للرئيس يرجع لقدرته الجسمانية على مقاومة الغرغرينا التي انتشرت حول مكان الرصاصة بالمعدة والبنكرياس وإحدى الكليتين. وأرسل المخترع توماس إيدسون جهاز آخر لأشعة إكس من ولاية نيوجيرسي، ولكن لم يتم استخدامه على ماكينلي؛ وتكاثرت الأقاويل حول السبب في ذلك_ ذكر ليتش أن الجهاز، الذي أحضره كورتيلو ومعاه مشُغل متدرب، لم يتم استخدامه بناءً على أوامر الأطباء المسئولين عن حالة ماكينلي. ويروي ميلر أن الأطباء حاولوا تجريبه على رجل في مثل حجم ماكينلي، لكنه أتضح أن به جزءًا مهمًا مفقودًا مما تسبب في الكثير من الحرج لإديسون.

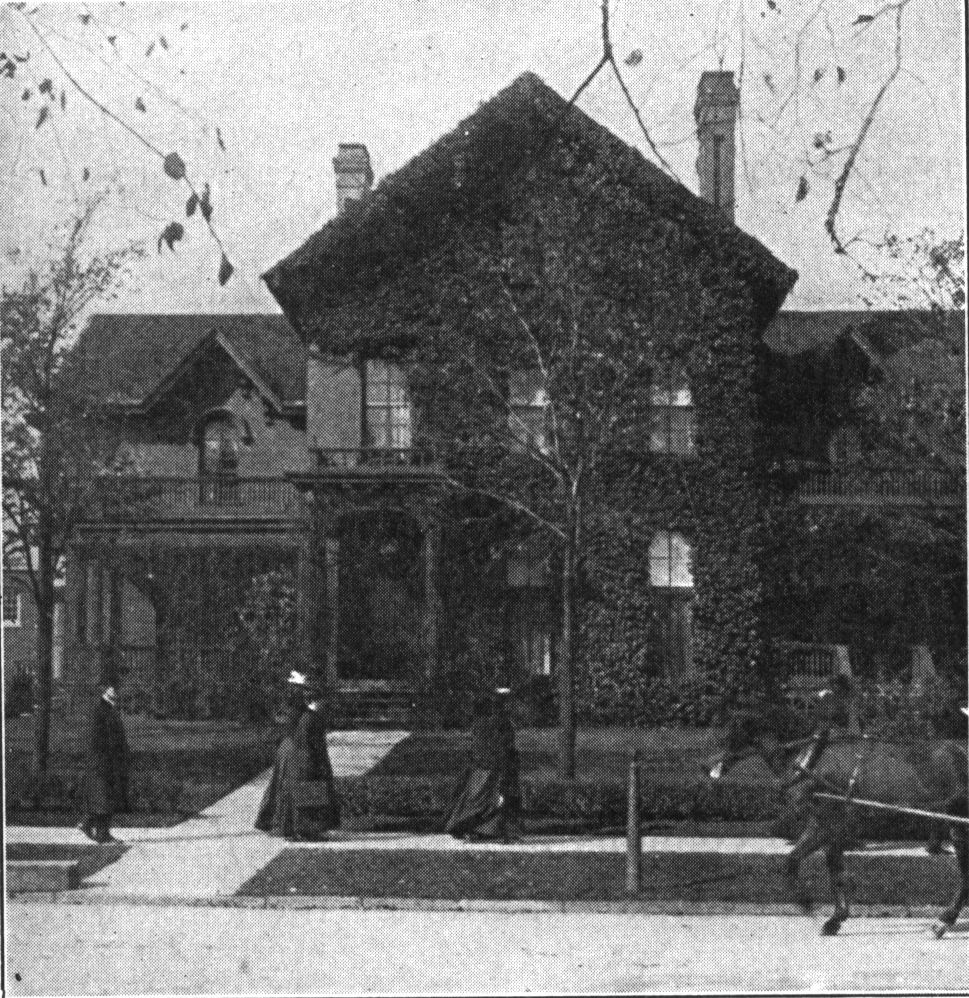
منزل ميلبورن الذي توفى به ماكينلي.أعطوا

 ماكينلي حقنة شرجية مغذية، وفي الحادي عشر من سبتمبر، تمكن من شرب بعض الحساء. وعندما وجدوا أنه تحسن بعد شرب الحساء، سمحوا له اليومالتالي بتناول خبز محمص والقهوة وسحاءدجاج. شخص الأطباء ألمه اللاحق لتناوله هذه الأشياء أنه عسر بالهضم، فأعطوه ملينات للمعدة وتركه معظم الأطباء عقب الاستشارة المسائية. وفي الصباح الباكر للثالث عشر من سبتمبر، تدهورت حالته الصحية. وتم استدعاء روزفيلت، نائب الرئيس ليعود إلى بوفالو على وجه السرعة. وكان أقرب تلغراف أو تليفون في برية آديرونداك يبعد بمسافة إثنى عشر ميلًا أي تسعة عشر كيلومترًا عن المكان الذي يوجد به روزفلت؛ وتم إرسال حار حديقه لإيجاده. وتم استدعاء أطباء متخصصين، وعلى الرغم من أن الأطباء في بداية الأمر كانوا يتمنون فقط أن ينجو حتى لو بقلب ضعيف صحيًا، بحلول ظهر ذلك اليوم، عرفوا أن الحالة ميؤس منها. وحتى تلك اللحظة، لم يكن أطبائه على علم بنمو الغرغرينا على جدران معدته وأن السموم تمر بالدم. وكان ماكينلي فاقد الوعي معظم اليوم؛ وعندما يفيق كان يبدو مريضًا طبيعيًا. وبحلول الليل، أدرك ماكينلي أن الموت يلاحقه وقال " لا جدوى أيها السادة، فاعتقد أنه علينابالصلاة." وأدركت عائلته وأصدقائه أنه يحتضر، وأجهشت السيدة الأولى بالبكاء وقالت "أريد أن أموت معه، أرغب في الموت." فأجاب زوجها: «سيموت الجميع! ستتم إرادة الله وليس إرادتنا.» وبآخر قوة له وضع يده حولها. ويزعم البعض أنه غنى جزء من الترتيلة المفضلة له "أقرب إليك يا إلهي"، على الرغم من زعم البعض الآخر أن زوجته هي من قامت بغنائها له في لطف. وبعدوا إيدا ماكينلي عنه وأخذ سناتور حنا مكانها، ويروي مورغان لقائهم الآخير قائلًا "في وقتما بتلك الليلة الشنيعة، اقترب مارك حنا من فراش ماكينلي، والدموع تملأ عينيه ويحرك رأسه غير مصدقًا أن صداقتهم التي استمرت ثلاثون عامًا يمكن ان تنتهي هكذا." فعندما وجد حنا أن الرئيس متردد في سلامه ويُحييه بشكل رسمي، «شعر بالأسى على سنوات الصداقة، وصرخ: ويليام، ويليام! ألم تعرفني؟»
وتوفى الرئيس ماكينلي في يوم السبت الموافق الرابع عشر من سبتمبر في تمام الساعة الثانية والربع. وفي الوقت الذي توفى فيه ماكينلي، كان روزفلت في طريقه إلى بوفالو، يصارع الطرق الجبلية بحافلته ليصل إلى أقرب محطة قطار التي ينتظر بها قطار خاص. وعندما وصل إلى المحطة فجرًا، علم بوفاة ماكينلي.

## آثار الحادثة
وفي صباح اليوم التالي للوفاة، تم تشريح جثة ماكينلي حيث قاد مان فريقًا من أربعة عشر طبيبًا. ووجدوا أن الرصاصة مرت خلال المعدة ثم القولون المستعرض واختفت في الصفاق عقب اختراقها زاوية من الكلية اليسرى. وكان ايضًا هناك تلفًا بالغدد الكظرية والبنكرياس. وصرح مينتر فيما بعد، وكان قد اشترك بالتشريح ايضأ، أنه يعتقد أن الرصاصة استقرت في مكان ما بعضلات الظهر، ولكن هذا غير مؤكد لأنه لم يتم العثور على الرصاصة إطلاقًا. وعقب مرور أربع ساعات، طلبت إيدا ماكينلي إنهاء التشريح. وصنُع قناع الموت لماكينلي وتمت بعض الخدمات الخاصة بمنزل ميلبورن قبل ان تنتقل الجثة إلى مدينة بوفالو وقاعة مقاطعة لندن بدء الحداد الوطني الذي استمر لخمسة أيام. وتم نقل جثة ماكينلي في شكل احتفالي من بوفالو إلى واشنطن ثم إلى كانتون. وفي يوم الجنازة في التاسع عشر من سبتمبر، توقفت الحياة بالبلد لمدة خمس دقائق، بينما كان ينُنقل ماكينلي للمرة الأخيرة من منزله بشارع نورث ماركت. حيث توقفت القطارات وخدمة التليفونات والتلغراف. وذكر ليتش أن «الجمهور انحنى تبجيلًا للرئيس الذي رحل.»
وعلاوة على التلف الذي تسببت فيه الرصاصة، أوضح التشريح أن الرئيس يعاني من اعتلال عضلة القلب (تنكس دهني لعضلة القلب). وذلك من الممكن أن يكون ما أضعف قلبه وجعله غير قادر على التعافي من الإصابة، ويذكر البعض أن ذلك يرجع إلى وزن الرئيس الزائد وعدم ممارسته للرياضة. ويعتقد العلماء المعاصرين أن ماكينلي توفى بسبب إصابته بنخر البنكرياس، وهي حالة يصعب علاجها هذه الأيام وكانت مستحيلة العلاج تمامًا بالنسبة للأطباء في ذلك الوقت.